# Microsoft Visio
Microsoft Visio, oficiálně Microsoft Office Visio je nástroj pro kreslení schémat a vektorové grafiky, který je součástí rodiny kancelářského balíku Microsoft Office. Původně pochází od společnosti Visio Corporation, kterou společnost Microsoft v roce 2000 koupila.
Microsoft Visio je nabízen pouze jako samostatná aplikace i když je prezentován jako součást Microsoft Office. Visio od verze 2013 je k dispozici ve dvou edicích, Standard a Professional. Edice Professional nabízí oproti edici Standard propojení se zdrojem dat a možností generovat dynamicky přehledy a grafy.
Microsoft Visio Professional je také nabízen jako samostatný plán Office 365.